# Corbetta (Italie)
Pour les articles homonymes, voir Corbetta.
Corbetta est une commune italienne de la ville métropolitaine de Milan, dans la région de la Lombardie.
Les artéfacts trouvés dans la ville prouvent que ses origines remontent aux invasions celtiques en Italie, entre les VIIe et VIe siècles av. J.-C. Grâce à son rôle de capopieve (dirigeant de paroisses), la ville a été un centre religieux fondamental pour le développement du christianisme dans la région. Dans l'ère moderne, son sanctuaire est devenu l'un des centres majeurs de la foi mariale de Magenta et Abbiategrasso.

## Administration
| Période                                  | Période  | Identité           | Étiquette     | Qualité |
| ---------------------------------------- | -------- | ------------------ | ------------- | ------- |
| 1945                                     | 1950     | Giuseppe Scazzosi  | DC            |         |
| 1950                                     | 1953     | Tomaso Capsoni     | DC            |         |
| 1953                                     | 1957     | Francesco Caimi    | PCI           |         |
| 1957                                     | 1973     | Mario Olivares     | DC            |         |
| 1973                                     | 1977     | Giuseppe Grassi    | PSI           |         |
| 1977                                     | 1985     | Aldo Salvi         | PSDI          |         |
| 1985                                     | 1993     | Antonio Farao      | PSI           |         |
| 1993                                     | 1997     | Ermanno Ceconi     | LN            |         |
| 1997                                     | 2006     | Francesco Prina    | Centre gauche |         |
| 2006                                     | 2011     | Ugo Parini         | Centre gauche |         |
| 2011                                     | 2016     | Antonio Balzarotti | Centre droit  |         |
| 2016                                     | 2016     | Andrea Fragnito    | Centre droit  |         |
| 2016                                     | En cours | Marco Ballarini    | Centre droit  |         |
| Les données manquantes sont à compléter. |          |                    |               |         |

### Frazione
Battuello, Castellazzo, Cerello, Soriano.

### Communes limitrophes
Arluno, Santo Stefano Ticino, Vittuone, Magenta, Cisliano, Robecco sul Naviglio, Albairate, Cassinetta di Lugagnano.